# Aregno

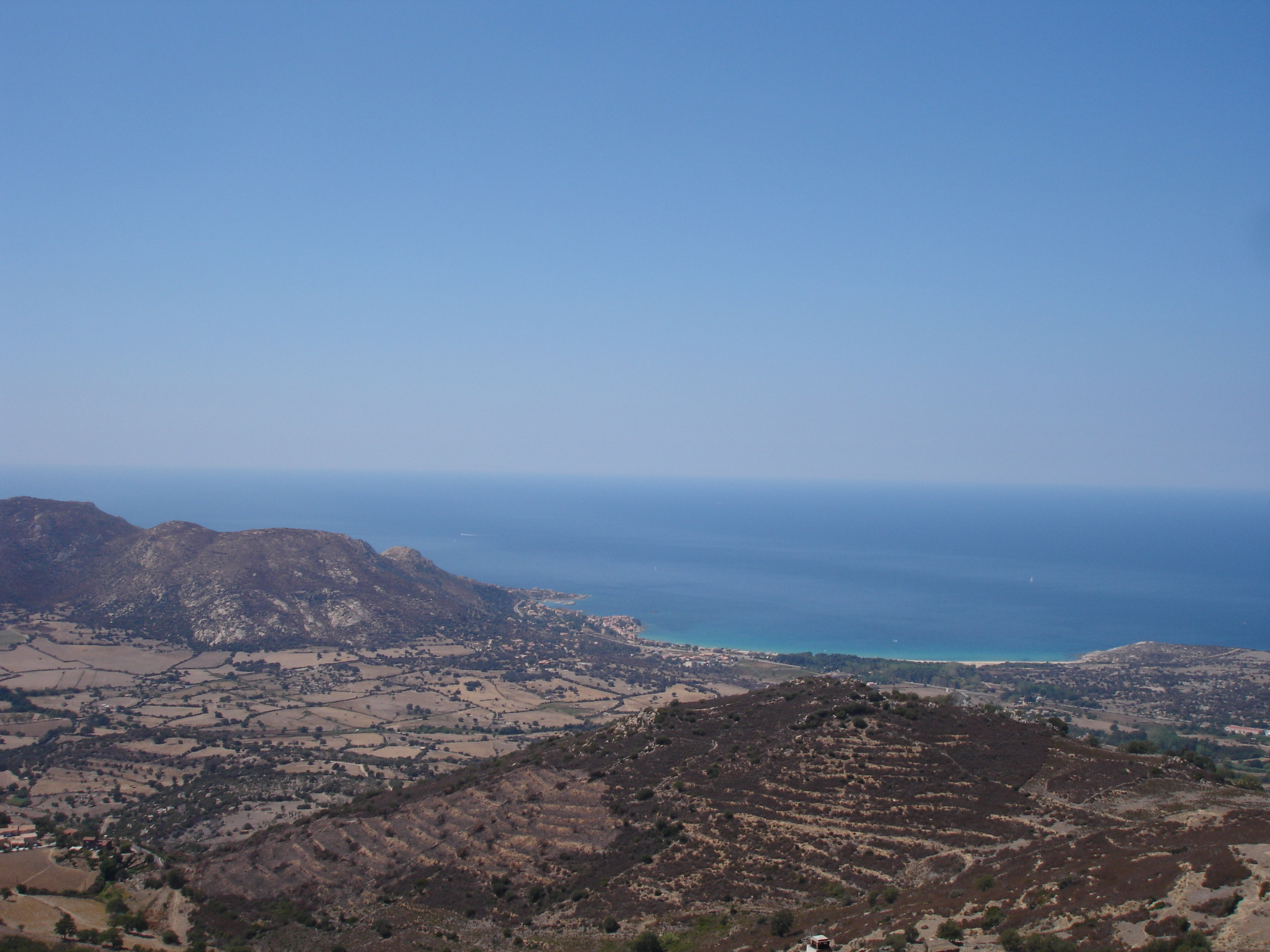
Thung lũng

 Aregno  là một xã ở tỉnh Haute-Corse trên đảo Corse, Pháp. Xã này có diện tích 9,3 km², dân số năm 1999 là 567 người. Khu vực này có độ cao 210 mét trên mực nước biển.